# Hurikán Mitch
Hurikán Mitch byl nejsilnější hurikán Atlantické hurikánové sezóny 1998 a jeden z nejsilnějších a nejsmrtonosnějších hurikánů historie. Zformoval se náhle 22. října 1998 v jižním Karibiku a jeho síla extrémně rychle narostla až k 5. (nejvyššímu) stupni Saffirovy–Simpsonovy stupnice. Před tím, než zasáhl pevninu sice náhle prudce oslabil, takže na pobřeží Střední Ameriky měl sílu pouze hurikánu 1. stupně, ovšem to byla pramalá útěcha, neboť obrovské srážky, které nesl, způsobily na území Hondurasu a Nikaragui patrně nejstrašlivější povodně a sesuvy půdy v jejich historii, které zabily asi 18 tisíc lidí. V tabulkách zaznamenaných hurikánů se uvádí s asi 18 tisíci mrtvými jako druhý nejsmrtonosnější, za Velkým hurikánem (nad 22 tisíc mrtvých) a před Galvestonským hurikánem a hurikánem Fifi (oba až 12 tisíc mrtvých).